# Condado de Ross
O Condado de Ross é um dos 88 condados do Estado americano de Ohio. A sede do condado é Chillicothe, e sua maior cidade é Chillicothe. O condado possui uma área de 1 795 km² (dos quais 12 km² estão cobertos por água), uma população de 73 345 habitantes, e uma densidade populacional de 41 hab/km² (segundo o censo nacional de 2000). O condado foi fundado em 1798.